# Chyi Chin
Chyi Chin (chino: 齊秦; pinyin: Qí Qín; 12 de enero de 1960) es un famoso cantante y compositor taiwanés. Además ha grabado canciones versionadas en inglés y chino, también ha sido uno que en su repertorio promovió la literatura escrita en inglés y chino que le sirvió como inspiración para las composiciones de sus canciones.

## Discografía

### Periodo mundiales
- 网友專輯 (2003)
- 呼喚 (2002)
- 曠世情歌全紀錄 (2000)
- 西藏演唱會 (1998)
- 世紀情歌之謎 (1998)
- 我拿什么愛你 (1998)
- 97狼－黃金自選集 (1997)
- Longer (1997)
- 絲路 (1996)
- 純情歌 (1996)
- 痛并快樂著 (1995)
- 命運的深淵 (1995)
- 暗淡的月 (1994)
- 黃金十年 (1994)
- 無情的雨無情的你 (1994)

### Periodos mundiales
- 狂飆 (1992)
- 柔情主義 (1991)
- 愛情宣言 (1990)
- 紀念日 (1989)
- 流浪思鄉 (1988)
- 大約在冬季 (1987)
- 棋王 (1987)
- 狼Ⅱ (1987)
- 冬雨 (1987)
- 出沒 (1986)
- 狼的專輯 (1985)
- 又見溜溜的她 (1981)

- Datos: Q696711